# Elburn (Illinois)
Elburn est un village du comté de Kane, en Illinois, aux États-Unis. Il est incorporé le 21 janvier 1886,. Lors du recensement de 2010, le village comptait une population de 5 602 habitants.

## Personnalités
- Jim Lanigan (1902-1983), bassiste et tubiste de jazz, est mort à Elburn.

## Source de la traduction
- (en) Cet article est partiellement ou en totalité issu de l’article de Wikipédia en anglais intitulé « Elburn, Illinois » (voir la liste des auteurs).